# 靈山 (小說)
《靈山》，法籍华裔作家高行健的一部長篇小說，靈山的中國形象以四川省為原型，高行健也憑著這部小說獲得2000年諾貝爾文學獎。
小说缘起作者被误诊为肺癌，想要远离被冠之以「真实」的他所处的社会，才有了作者游历长江流域的经历。这份经历正是《灵山》的原始素材。主人公在书中看似在寻找灵山，实则小说描述了“一人的追求内心的平和与自由。”
瑞典学院在新闻公报中指出，《灵山》是一部“无以伦比的罕见文学杰作，也是一部朝圣小说”。刘再复说“它揭示了中国文化鲜为人知的另一面”。
中廣新聞網曾製作過本作品之廣播劇，共34集。

## 作品介绍
- 小说的一部分章节是自传，另一部分是以“你”的所见所闻为主，去寻找传说中的灵山，并在途中遇见“她”的故事。《灵山》共81章，每章的表述人称都在第一和第二人称的交替之间，每一章节既是一个独立的故事片段，又与整体相互依存，相辅相成。故事类型主要有：个人见闻，民间传说，民间诗歌，魔幻故事等。

## 人称解释
- 《灵山》中，“我”“你”“她”三个人称相互转换表述的都是同一主体的感受，便是这本书的语言结构。而第三人称她，则不如说是这一主体对于无法直接沟通的异性，种种不同的经验与意念。换言之，这部小说不过是个长篇独白，只人称不断变化而已，作者自己宁愿称之为语言流。[3]”
- 第一人称“我”同第二人称“你”都是作者主观的表达，“我”与“你”是统一的，“你”是“我”的特殊称呼。第三人称“他”是对“我”的思考与观察。我，你，他或她，都是复杂多变的内心层面的称呼[4]。

## 楔子
第七十二章，这一章是全书的楔子。此章比较特殊，章节尾部不用标点符号的近500字。